# Måns Nathanaelson
Måns Gustaf Daniel Nathanaelson, född 18 september 1976 i Engelbrekts församling, Stockholm, är en svensk skådespelare. Nathanaelson har spelat i både TV- och biofilmer samt i serier. Han driver det egna filmproduktionsbolaget Monken Productions.

## Filmografi (i urval)
- 1995–1997 – Rederiet (TV-serie)
- 1997 – Vita lögner (TV-serie)
- 2004 – Desmonds trashade äppelträd
- 2004 – Mongolpiparen
- 2005 – Kim Novak badade aldrig i Genesarets sjö
- 2006 – Frostbiten
- 2006 – Beck – Skarpt läge
- 2006 – Beck – Flickan i jordkällaren
- 2006 – Beck – Advokaten
- 2006 – Desmond & träskpatraskfällan
- 2007 – Beck – Gamen
- 2007 – Beck – Den japanska shungamålningen
- 2007 – Beck – Den svaga länken
- 2007 – Beck – Det tysta skriket
- 2007 – Beck – I Guds namn
- 2008 – Oskyldigt dömd (TV-serie)
- 2009 – I taket lyser stjärnorna
- 2009 – Beck – I stormens öga
- 2009 – Beck – Levande begravd
- 2011–2012 – Karatefylla (TV-serie)
- 2012 – Äkta människor (TV-serie)
- 2013 – 112 Aina (TV-serie)
- 2013 – Tragedi på en lantkyrkogård
- 2013 – 112 Aina (TV-serie)
- 2015 – Beck – Rum 302
- 2015 – Beck – Familjen
- 2015 – 112 Aina (TV-serie)
- 2015 – Beck – Invasionen
- 2015 – Beck – Sjukhusmorden
- 2016 – Beck – Gunvald
- 2016 – Black widows (TV-serie)
- 2016 – Beck – Steinar
- 2016 – Beck – Vägs ände
- 2016 – Beck – Sista dagen
- 2016 – Jävla klåpare (TV-serie)
- 2017 – Sommaren med släkten (TV-serie)
- 2018 – Beck – Ditt eget blod
- 2018 – Beck – Den tunna isen
- 2018 – Beck – Utan uppsåt
- 2018 – Beck – Djävulens advokat
- 2018 – Storm på Lugna gatan (TV-serie) (Julkalender)
- 2019 – Enkelstöten (TV-serie)
- 2020 – Morden i Sandhamn (TV-serie)
- 2020–2023 – Spookys (TV-serie)
- 2020 – Beck – Undercover
- 2020 – Beck – Utom rimligt tvivel
- 2021 – Beck – Döden i Samarra
- 2021 – Beck – Den förlorade sonen
- 2021 – Deg (TV-serie)
- 2021 – Mer panik i tomteverkstan (TV-serie)
- 2021 – Bonusfamiljen (TV-serie)
- 2021 – Beck – Ett nytt liv
- 2022 – Beck – Rage Room
- 2022 – Beck – 58 minuter
- 2022 – Beck – Den gråtande polisen
- 2022 – Likea (TV-serie)
- 2022 – Länge leve bonusfamiljen
- 2022 – Beck – Dödsfällan
- 2023 – Beck – Quid Pro Quo
- 2023 – Beck – Inferno
- 2023 – Beck – Dödläge
- 2023 – Solsidan (TV-serie)
- 2023 – Ett sista race
- 2024 – Snödrömmar (TV-serie)
- 2024 – Beck – Vilhelm
- 2024 – Strul
- 2025 – Beck – Den osynlige mannen
- 2025 – Beck – Ur askan

## Teater

### Roller (ej komplett)
| År   | Roll                | Produktion                                                                                            | Regi             | Teater                   |
| ---- | ------------------- | --- | ---------------- | ------------------------ |
| 2010 | Skalman Häxan Kraxa | Bamse och världsmästaren i elakhet Jens Hansegård                                                     | Linus Wahlgren   | Intiman                  |
| 2013 | Advokat Brack       | Hedda Gabler Henrik Ibsen                                                                             | Farnaz Arbabi    | Uppsala stadsteater      |
| 2018 | Medverkande         | Kort, glad och tacksam Rikard Bergqvist och Manusfamiljen                                             | Rikard Bergqvist | Rival/ Turné             |
| 2020 | Medverkande         | Pernilla Wahlgren har Hybris Edward af Sillén, Daniel Réhn, Calle Norlén, ensemblen och Manusfamiljen | Edward af Sillén | Cirkus, Stockholm/ Turné |
| 2025 | David               | Oss swingers emellan (Whose Wives Are They Anyway?) Michael Parker                                    | Klas Wiljergård  | Krusenstiernska teatern  |